# Nels Crutchfield
Pour les articles homonymes, voir Crutchfield.
William Ian Nelson Crutchfield (né le 12 juillet 1911 à Knowlton, province de Québec - mort le 22 juillet 1985 à Huntsville, province de l'Ontario) est un joueur professionnel canadien de hockey sur glace. Il évoluait au poste de centre.

## Carrière de joueur
En 1934, il a commencé sa carrière professionnelle avec les Canadiens de Montréal dans la Ligue nationale de hockey. Un accident de voiture met fin à sa carrière après cette unique saison. En 1985, il décède dans un nouvel accident de voiture.

## Statistiques
| Saison     | Équipe                | Ligue      |    | Saison régulière | Saison régulière | Saison régulière | Saison régulière | Saison régulière |   | Séries éliminatoires | Séries éliminatoires | Séries éliminatoires | Séries éliminatoires | Séries éliminatoires |
| Saison     | Équipe                | Ligue      | PJ | B                | A                | Pts              | Pun              | PJ               | B | A                    | Pts                  | Pun                  |                      |                      |
| 1933-1934  | Université McGill     | CIAU       | 28 | 12               | 19               | 31               | 60               |                  |   |                      |                      |                      |                      |                      |
| 1934-1935  | Canadiens de Montréal | LNH        | 41 | 5                | 5                | 10               | 20               | 2                | 0 | 1                    | 1                    | 22                   |                      |                      |
| Totaux LNH | Totaux LNH            | Totaux LNH | 41 | 5                | 5                | 10               | 20               | 2                | 0 | 1                    | 1                    | 22                   |                      |                      |